# Kaniškova stúpa
Kaniškova stúpa (urdsky کانشک اسٹوپ‎) byla monumentální stúpa, kterou založil kušánský král Kaniška ve 2. století n. l. Nachází se v Šáh-džik-Dheri na předměstí Péšávaru v Pákistánu. Stúpa byla postavena během kušánské éry, aby uchovávala buddhistické relikvie, a patřila k nejvyšším stavbám starověkého světa. Je také známá svými buddhistickými relikviemi, které byly po svém objevu přeneseny do myanmarské Mandalaje.

## Historie
Podle buddhistů bylo postavení této stúpy předpovězeno samotným Buddhou:
„Buddha ukázal na malého chlapce, který si stavěl stúpu z bahna, a řekl, že na tomto místě Kaniška postaví stúpu nesoucí jeho jméno." Vinaya sutra
Tento příběh se opakuje i ve svitku z Chotanu nalezeném v Tun-chuangu, který nejprve popisuje, jak Kaniška přijde 400 let po smrti Buddhy. Záznam dále líčí, jak Kaniška došel k rozhodnutí postavit stúpu: „[Takto vznikla Kaniškova touha postavit velkou stúpu]... Tehdy čtyři světoví regenti pochopili královu mysl. Vzali proto na sebe podobu mladých chlapců... [a] začali stavět stúpu z bahna... Chlapci řekli [Kaniškovi]: „Stavíme Kaniškovu stúpu."... Poté chlapci změnili svou podobu [a] řekli mu: „Velký králi, podle Buddhova proroctví máš postavit Sanghárámu (klášterní komplex) zcela [dokonalou] s velkou stúpou. Na toto místo musí být přeneseny relikvie, které přinesou záslužné a ctnostné bytosti..."

### První stúpa
Původní kamenná kušánská stúpa byla pravděpodobně postavena až po smrti Kanišky I., někdy mezi lety 150 až 300, pravděpodobně okolo roku 151. Měla tvar podobný tehdejším stúpám v Lorijan Tangaj. Na této stúpě byly navíc reliéfy z břidlice.

### Druhá stúpa

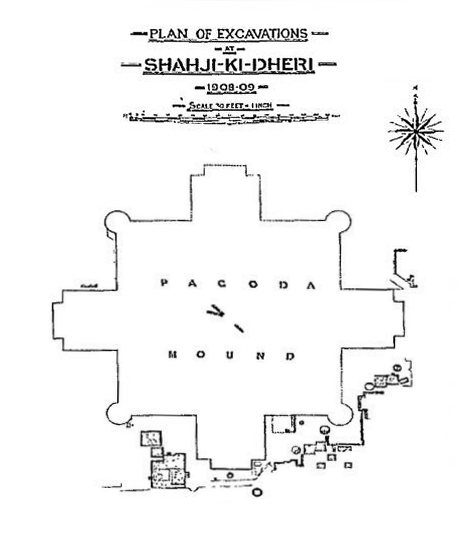
Plán základny druhé stúpy, která měla tvar kříže.

Původní stúpa byla za vlády Kušánů ve 4. století přestavěna do křížového tvaru s věžovitou strukturou, čtyřmi schodišti a čtyřmi rohovými baštami, a možná i pilíři na každém rohu. Podle odhadů měla základna stúpy tvar symetrického kříže o délce 53 m, přičemž základna měla na každé straně velké schodiště. Celková délka základy mohla dosahovat až 83 m. Základna byla pravděpodobně zdobena vyřezávanými reliéfy, zatímco niky umístěné na čtyřech světových stranách kopule byly osazeny drahými kameny. Vysoká dřevěná superstruktura byla postavena na zdobené kamenné základně a korunovaná 13vrstvou chatrou (vyrobenou z pozlacené mědi). Podle odhadů mohla výška dosahovat 120 m.

### Rekonstrukce
Během rekonstrukce v 5. století byla přidána štuková výzdoba. Takováto výzdoba byla v té době u buddhistických motivů velmi oblíbená.

### Zničení
Arabský historik a spisovatel Aliboron viděl stojící stúpu ještě na začátku 11. století. Krátce poté byla zničena Mahmúdem z Ghazny (vládl 988–1030). Následně její pozůstatky v následku působení přírodních sil i lidskou činností (odsranění kamene) téměř zmizely.

## Výzkum

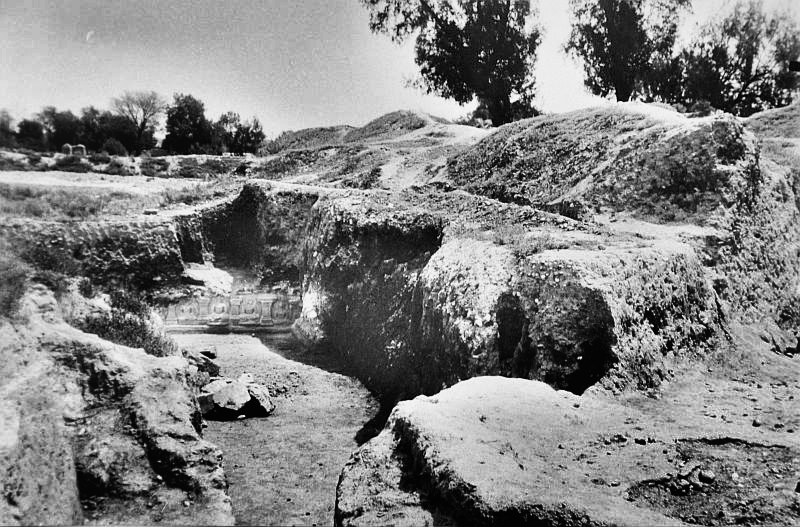
Fotografie z výzkumu, 1910

Stúpa byla objevena a vykopána v letech 1908 až 1909 britskou archeologickou expedicí pod vedením Davida Brainarda Spoonera. Při vykopávkách byl v její základně nalezen Kaniškův relikviář, šestistranný relikviář z horského křišťálu, který obsahoval tři malé fragmenty kosti, považované za relikvie Buddhy. Tyto relikvie byly později převezeny do Mandalaje v Myanmaru. Schránka také obsahovala věnování Kaniškovi. Toto věnování bylo ve staroindickém písmu Kharóšthí.

## Původní zprávy o Kaniškově stúpě
Zprávy o Kaniškově stúpě a okolních oblastech pochází především od buddhistických poutníků a cestovatelů, zejména z Číny a Střední Asie, kteří navštívili Indii mezi 4. a 7. stoletím. Jedním z prvních podrobných popisů je cestopis čínského mnicha a poutníka Fa-siena, který popsal svou návštěvu posvátných míst v Indii, včetně těch souvisejících s Buddhou a jeho relikviemi. Song Jun v 6. století popsal stúpu jako impozantní stavbu, zdůraznil její jedinečný tvar a význam. Uvedl také, že věž byla zasažena bleskem minimálně třikrát, vždy však byla znovu postavena. Vysoká stúpa s měděným vrcholem fungovala jako hromosvod. Tato tendence přitahovat údery blesku může vysvětlit nedostatek zachovaných příkladů dřevěných věžovitých stúp. Dalším je Süan-cang, který žil v 7. století a napsal podrobné záznamy o svých cestách po Indii, včetně návštěvy Gandharvy. Ačkoliv se jeho zápisky více zaměřují na širší buddhistickou krajinu, poskytují cenný kontext pro pochopení role stúp jako je Kaniškova stúpa v náboženské a kulturní praxi té doby.

## Odkaz Kaniškovy stúpy
Kaniškova stúpa pravděpodobně ovlivnila výstavbu pozdějších "věžovitých stúp" po celém starověkém Turkestánu. Stavby dřevěných věží s kovovými chatrami způsobily, že tyto budovy fungovaly jako hromosvody, což může vysvětlovat jejich téměř úplné vymizení.

## Fotogalerie

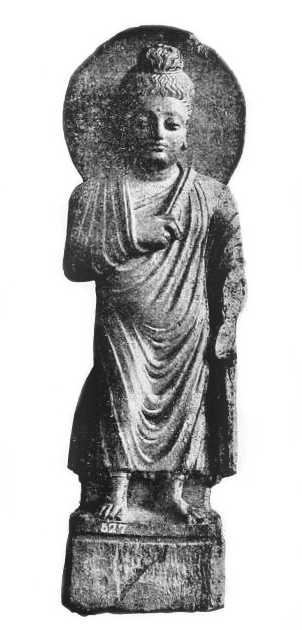
Socha Buddhy, možná pocházející z Kaniškovy stúpy
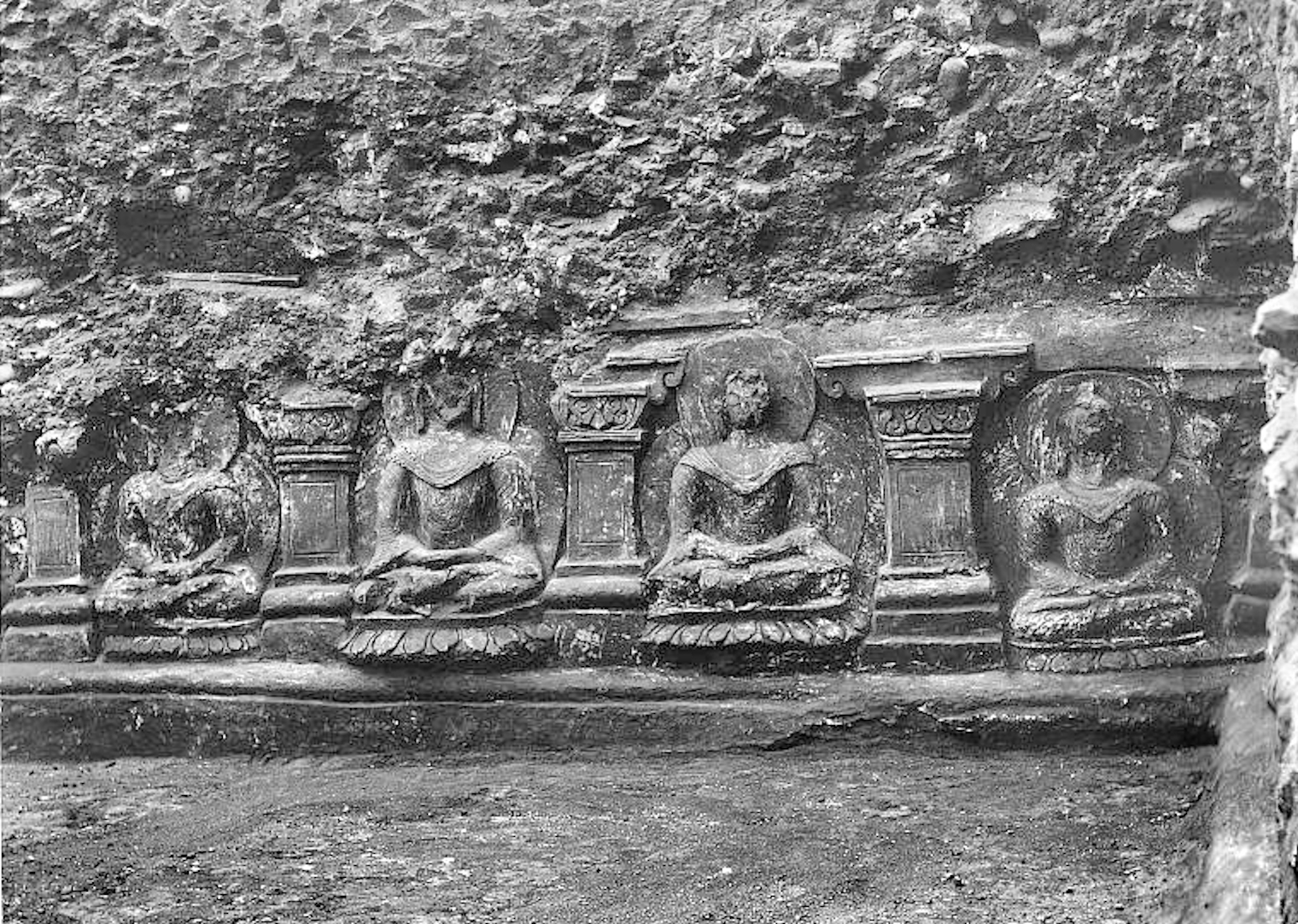
Pozůstatky Kaniškovy stúpy
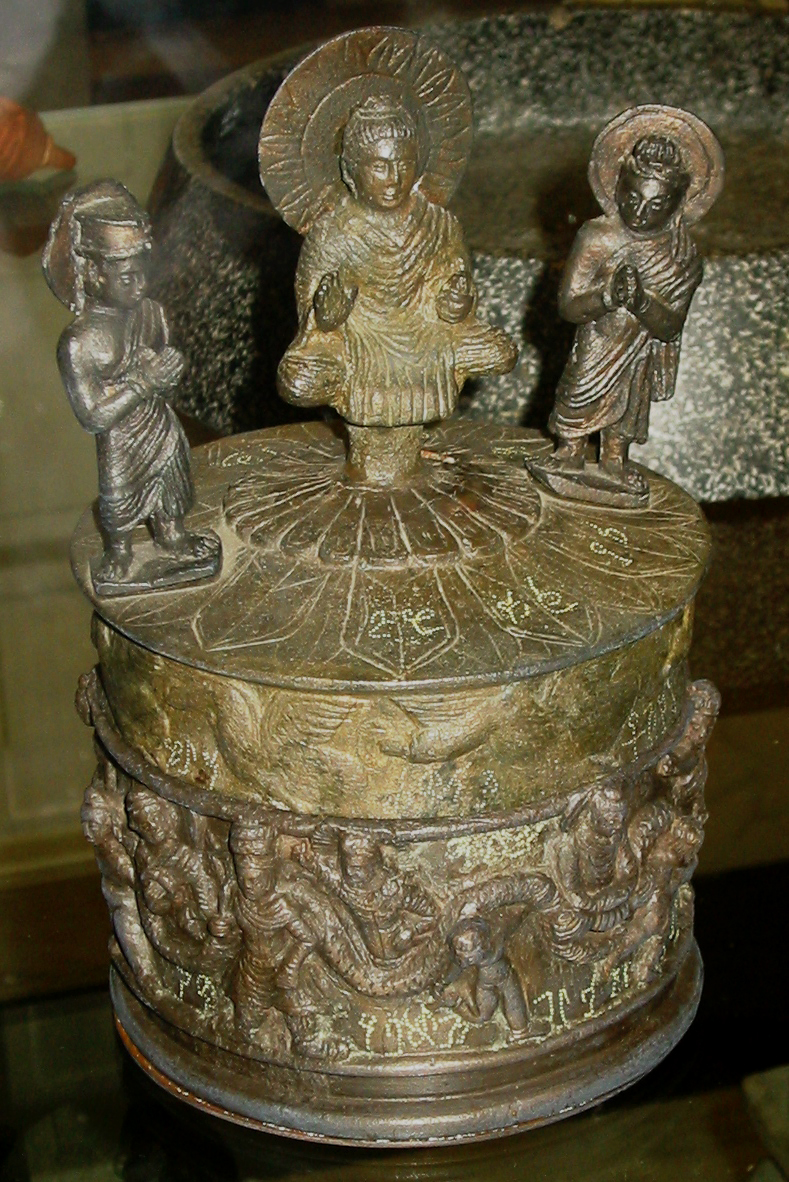
Kaniškův relikviář
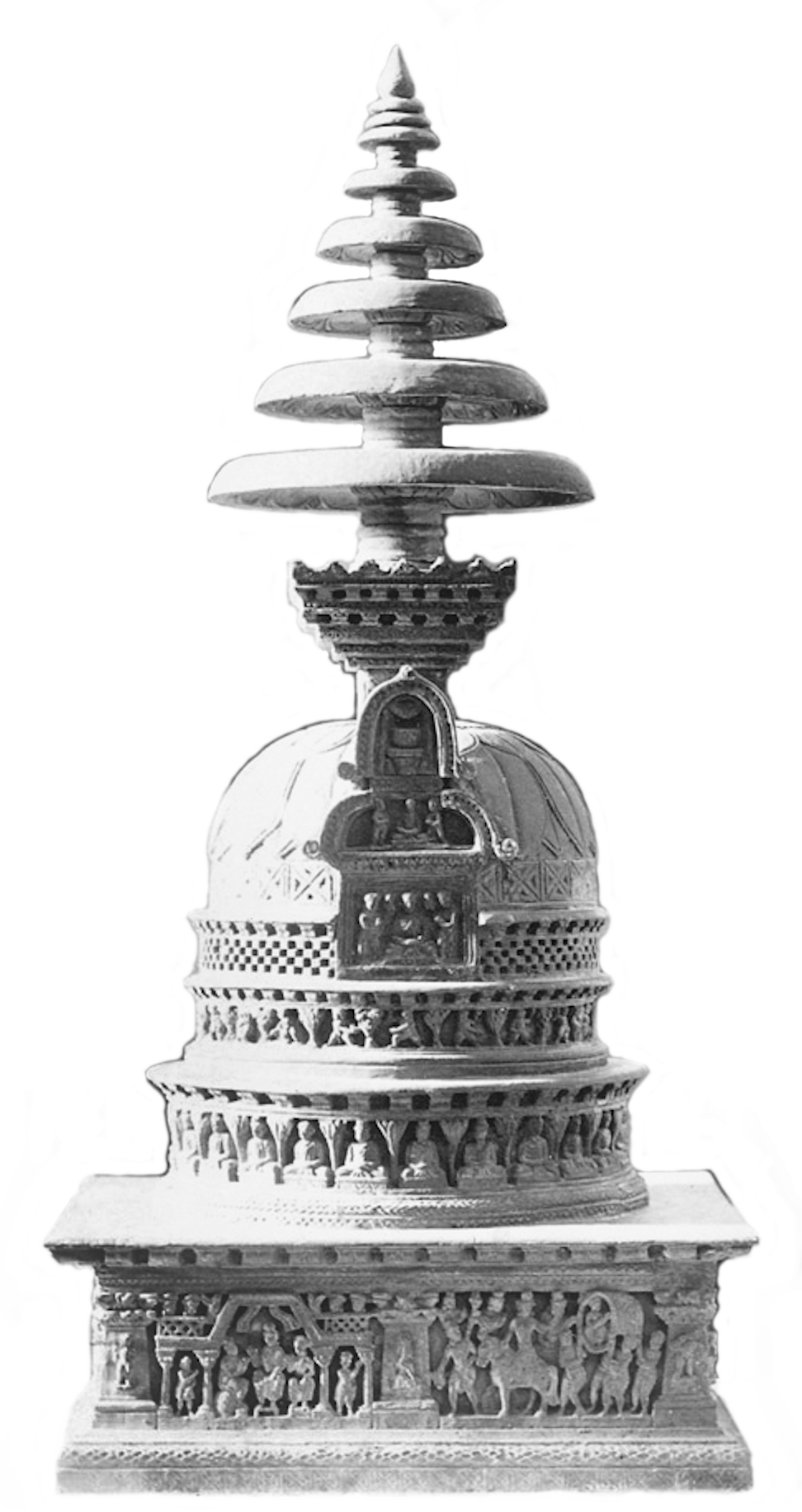
Pravděpodobný vzhled první stúpy (Lorijan Tangaj, 2. století)